# Schmadebeck
Schmadebeck ist seit 13. Juni 2004 ein Ortsteil der Stadt Kröpelin im Landkreis Rostock in Mecklenburg-Vorpommern.

## Geografie und Verkehrsanbindung
Schmadebeck liegt südöstlich des Kernortes Kröpelin an der Kreisstraße DBR 5. Die B 105 verläuft nördlich. Südwestlich fließt der Hellbach.

## Geschichte
Am 1. Juli 1950 wurde die bis dahin eigenständige Gemeinde Groß Siemen eingegliedert. Seit 1992 gehörte die Gemeinde zum Amt Kröpelin, dann zur Stadt Kröpelin, bis 2011 zum alten Landkreis Bad Doberan.

## Persönlichkeiten
- Daniel Hillert, Künstler, lebte in Schmadebeck

## Sehenswürdigkeiten

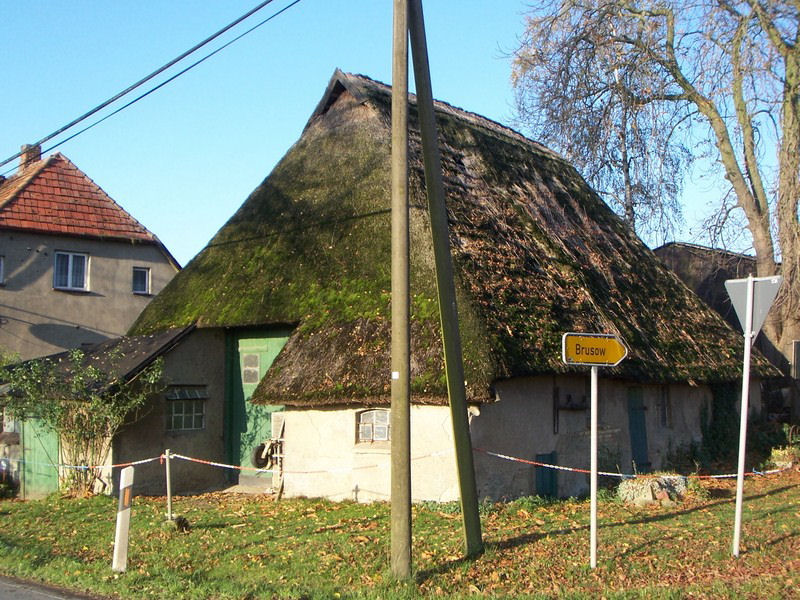
Schmadebeck
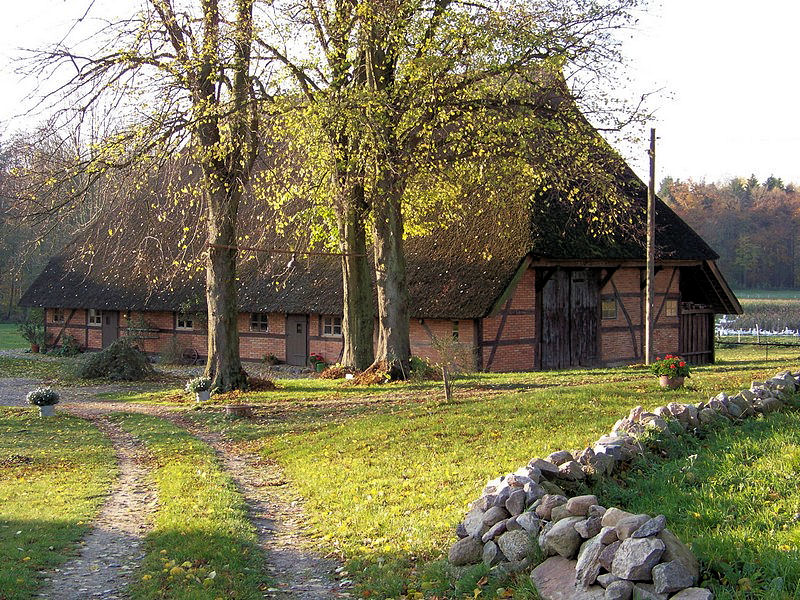
Schmadebeck
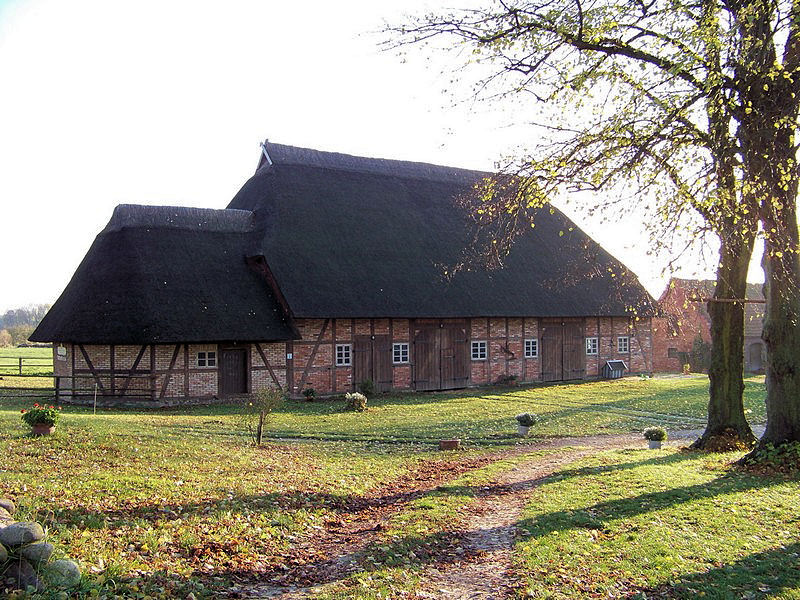
Schmadebeck